# Civila vapen
Civila vapen är vapen som används av civilpersoner. Användningsområdena för civila vapen kan skifta, men oftast är syftet jakt eller sportskytte. Vilka vapen som man som civilperson kan söka licens på skiftar från land till land.

## Civila vapen i Sverige
I Sverige kan man som privatperson söka licens på vapen av exempelvis cylinderrepeterande typ eller halvautomatisk typ. Automatvapen får inte ägas av civilpersoner, men kan förvaltas av person som har något myndighetsutövande. Exempelvis militär eller hemvärnspersonal.